# Sąjūdis
 (juin 2013).
Si vous disposez d'ouvrages ou d'articles de référence ou si vous connaissez des sites web de qualité traitant du thème abordé ici, merci de compléter l'article en donnant les références utiles à sa vérifiabilité et en les liant à la section « Notes et références ».
Le Mouvement réformateur de Lituanie (en lituanien : Lietuvos Persitvarkymo Sąjūdis, ou tout simplement Sąjūdis) est une organisation politique nationaliste qui a mené la lutte pour l'indépendance lituanienne à la fin des années 1980 et au début des années 1990. L'organisation a été créée le 3 juin 1988 et fut dirigée par Vytautas Landsbergis qui devint le premier dirigeant de la Lituanie indépendante. Son but était l'établissement de l'indépendance de la Lituanie. Sąjūdis signifie « unité » en lituanien.

## Contexte historique
Au milieu des années 1980 la direction du parti communiste de Lituanie hésitait à approuver les concept de perestroika et de glasnost introduit par Gorbatchev. La mort de Petras Griškevičius, premier secrétaire du parti en 1987 fut suivie par la nomination d'un nouveau dirigeant, Ringaudas Songaila, lui aussi peu ouvert au changement. Cependant poussés par la rhétorique de Mikhaïl Gorbatchev, par le succès de Solidarnosc en Pologne et encouragés par le Pape et le gouvernement des États-Unis, les activistes indépendantistes baltes organisent des manifestations à Riga, Tallinn, et Vilnius.

## La formation de Sąjūdis
Lors d'une réunion à l'académie lituanienne des sciences le 3 juin 1988, des intellectuels, communistes ou non, fondent le groupe de l'initiative Sąjūdis ((lt): Sąjūdžio iniciatyvinė grupė) avec pour but la mise en place d'un mouvement pour soutenir les programmes de Gorbachev : glasnost, democratisation, et perestroika. Le groupe était composé de membres, la plupart artistes. 17 de ces membres étaient également membres du parti communiste. 
Le 24 juin 1988, Sąjūdis organisa son premier grand rassemblement. Les délégués des 19 conférences du PCUS furent informés des ambitions du mouvement. Environ 100 000 personnes rassemblées dans le parc Vingis accueillirent les délégués lors de leur retour en juillet. Un autre rassemblement eut lieu ensuite le 23 août 1989 et rassembla environ 250 000 personnes.
Dès le 26 mars 1989, Sajudis a acquis la majorité au Conseil suprême soviétique de Lituanie, et a pu entamer le processus de l'indépendance de la Lituanie, proclamée le 11 mars 1990.
Il participa aux événements de janvier de 1991 en Lituanie, qui virent la tentative d'invasion du pays par les Soviétiques russes.

## Liste des membres de Sąjūdis
- Regimantas Adomaitis
- Vytautas Bubnys
- Juozas Bulavas
- Antanas Buračas
- Algimantas Čekuolis
- Virgilijus Čepaitis
- Vaclovas Daunoras
- Sigitas Geda
- Bronius Genzelis
- Arvydas Juozaitis
- Julius Juzeliūnas
- Algirdas Kaušpėdas
- Česlovas Kudaba
- Bronius Kuzmickas
- Vytautas Landsbergis
- Bronius Leonavičius
- Meilė Lukšienė
- Alfonsas Maldonis
- Justinas Marcinkevičius
- Alvydas Medalinskas
- Jokūbas Minkevičius
- Algimantas Nasvytis
- Laimonas Noreika
- Romualdas Ozolas
- Romas Pakalnis
- Saulius Pečiulis
- Vytautas Petkevičius
- Kazimira Prunskienė
- Vytautas Radžvilas
- Raimundas Rajeckas
- Artūras Skučas
- Gintaras Songaila
- Arvydas Šaltenis
- Vitas Tomkus
- Zigmas Vaišvila
- Arūnas Žebriūnas